# Era (album d'Era)
Pour les articles homonymes, voir Era.
Albums de Era
Era II
(2000)
Era est le premier album du groupe Era, sorti en 1997. Il s'est vendu à cinq millions d'exemplaires en France. Ce succès est notamment dû à celui du film Les Visiteurs, sorti en 1993, et dont Éric Lévi a composé la bande originale, qui comprend le titre Enae Volare, présent dans l'album.
La combinaison de sonorités new age dans une ambiance musicale médiévale et de textes en anglais ou dans un sabir latinisant, rappelle le chant grégorien.
La chanson Ameno est écrite dans une langue inventée, inspirée du latin médiéval. Ce n’est pas une langue authentique, mais plutôt une création artistique conçue pour évoquer une ambiance mystique et spirituelle.[réf. nécessaire]

## Liste des pistes
| No  | Titre             | Durée |
| --- | ----------------- | ----- |
| 1.  | Ameno remix       | 3:45  |
| 2.  | Mother remix      | 4:09  |
| 3.  | Avemano           | 4:17  |
| 4.  | Enae Volare mezzo | 3:47  |
| 5.  | Misere Mani       | 4:02  |
| 6.  | Cathar Rhythm     | 3:17  |
| 7.  | Ameno             | 4:18  |
| 8.  | Sempire d'Amor    | 1:50  |
| 9.  | Mother            | 4:59  |
| 10. | Mirror            | 3:57  |
| 11. | Era               | 3:16  |
| 12. | Impera            | 4:31  |

## Musiciens
- Éric Lévi : claviers, guitare solo (Mirror, After Time, Impera)
- Guy Protheroe : chant, parolier (Ameno, Enae Volare)
- Eric Geisen : chant, parolier (Cathar Rhythm)
- Florence Dedam : chant (Mother, After Time)
- Murielle Lefebvre : chant (Enae Volare Mezzo)
- Harriet Jay : chant (Ameno, Avemano, Cathar Rhythm)
- Neil Wilkinson : batterie (Avemano)
- Lee Sklar : basse (Avemano)
- Philippe Manca : guitare solo  (Era, Ameno, Cathar Rhythm, Mother, Avemano, Sempire d'Amor, Enae Volare), mandoline (Era), basse (Ameno, Era), batterie (Ameno, Era)

À l'occasion de la sortie des Visiteurs 2 une seconde version de l'album est distribuée en France et continue à l'être depuis. Elle comprend notamment un remix raccourci de Mother et surtout un nouvel arrangement d'Enae Volare Mezzo dont on peut entendre l'introduction dans le générique du film de Jean Marie Poiré.

## Classement musical
| Classement (1996)                  | Meilleure position |
| ---------------------------------- | ------------------ |
| Allemagne (Media Control AG)       | 2                  |
| Autriche (Ö3 Austria Top 40)       | 41                 |
| Belgique (Flandre Ultratop)        | 20                 |
| Belgique (Wallonie Ultratop)       | 1                  |
| Finlande (Suomen virallinen lista) | 1                  |
| France (SNEP)                      | 1                  |
| Italie (FIMI)                      | 52                 |
| Norvège (VG-lista)                 | 2                  |
| Pays-Bas (Mega Album Top 100)      | 4                  |
| Suède (Sverigetopplistan)          | 1                  |
| Suisse (Schweizer Hitparade)       | 2                  |